# Ardilla Miedosa
Ardilla Miedosa es una serie canadiense basada en los cuentos infantiles escritos por Mélanie Watt, que fue producida por Nelvana Limited y transmitida por YTV en Canadá, en los Estados Unidos y Latinoamérica también se estrenó en la Cartoon Network, fue a partir del 1 de abril de 2011 en América del Norte. Tuvo 3 temporadas, su tercera temporada terminó con la serie el 17 de agosto de 2013. En América Latina comenzó a retransmitirse el 6 de septiembre de 2013 a las 7 a. m. en Cartoon Network. Se estrenó en España por Disney Channel el 28 de noviembre de 2011 y Disney XD el 17 de mayo de 2012.

## Sinopsis
La serie narra las aventuras de Miedosa, una enérgica ardilla naranja antropomorfa, y su mejor amigo Dave, un zorrillo azul. Sus travesuras tienen lugar en la ciudad ficticia de Balsa y, a menudo, en el supermercado local Stash "N" Hoard, donde Miedosa trabaja como apilador.

## Personajes
- Scaredy Squirrel: (Ardilla Miedosa en Español). Es el protagonista del show, una obsesiva ardilla que no busca problemas. Vive en Ciudad Balsa, trabaja de apilador en Almacén All. Por sus aventuras su reputación no es favorable. Es el mejor jugador de Las Palas. Está enamorado de Sue, pero descubre que ésta está algo loca.
- Dave Zorrillo: Es un zorrillo. Es el mejor amigo de Ardilla Miedosa. En el show es considerado el más sucio, ya que dijo que ha usado la misma ropa interior durante cinco años. No tiene trabajo, sin embargo considera que jugar en su carrito de bomberos es un trabajo agotador.
- Néstor Pollo: El jefe de Ardllla Miedosa, es uno de sus mayores enemigos. Es un pollo algo solitario, constantemente regañado por su madre "La señora mamá de Néstor".
- La señora mamá de Néstor: Es la madre de Néstor y la dueña del Almacén donde trabaja Ardilla Miedosa. Es muy rígida y trata de parecer elegante.
- Sally Trucha: Es una Pez trucha, esta perdidamente enamorada de Ardllla Miedosa. Es muy celosa, aunque trata de no aparentarlo y es más celosa cuando Sue esta demasiado cerca de ardilla. Sally besó a Miedosa por la fuerza, lo que hizo que este se enojara.
- Paddy Huron: Es un Hurón, egoísta y narcisista. Es el segundo mejor jugador de Las Palas después de Ardilla Miedosa.
- Sue Squirrel: Es la versión femenina de Ardilla Miedosa. No siempre demuestra ser limpia o estar cuerda, ya que obviamente esta algo loca por su obsesión por las supersticiones en el teatro. Ardilla Miedosa está enamorado de ella y ella de él, incluso ella quería besarlo, pero aun así es dulce y perfecta.
- Richard Squirrel: Es la planta de Ardilla Miedosa, generalmente juega con Ardilla Miedosa, aunque no tenga extremidades.
- Hatton Burro: Es un Burro, uno de los mejores amigos de Ardilla Miedosa, también es uno de los empleados de Almacén All. En el episodio 20 se demostró que es el campeón en competiciones de siestas.
- Berta: Es el camión de bomberos de juguete de Almacén All. Se supone que es para niños, pero Dave la ama como una amiga. Él la ha usado desde que era niño y hasta el presente la sigue usando, siempre se le ve usándola cuando visita el almacén, porque lo considera un trabajo y sin ella no iría.
- Cerdo: Es un Cerdo de color rosado, es el mejor amigo de Ardilla Miedosa a él le encantan las mazorcas las zanahorias y los tomates y es amigo de Hatton Burro, Cerdo es muy gloton porque come de todo mazorcas, las zanahorias, los tomates, las lechugas, los rábanos, las papas y las remolachas.

## Reparto
| Personaje                | Actor original  | Actor de doblaje      | Actor de doblaje   |
| ------------------------ | --------------- | --------------------- | ------------------ |
| Ardilla Miedosa          | Terry McGurrin  | Carlos Hernándes      | Catherina Martínez |
| Dave                     | Jonathan Gould  | Jorge Badillo         | Julio Lorenzo      |
| Néstor                   | Patrick McKenna | Héctor Emmanuel Gómez |                    |
| La señora mamá de Néstor | Jayne Eastwood  | Norma Iturbe          |                    |
| Paddy                    | David Berni     | Alfonso Obregón       | Daniel Lema        |
| Sally                    | Linda Kash      | Karla Falcón          |                    |
| Sue                      | Julie Lemieux   | Gaby Ugarte           |                    |
| Hatton                   | Dwayne Hill     | Moisés Iván Mora      |                    |